# Kaori Nagamine
Kaori Nagamine (長峯 かおり, Nagamine Kaori), née le 3 juin 1968 à Kodaira, dans la métropole de Tokyo, est une joueuse internationale de football japonaise.

## Biographie
Le 22 octobre 1984, elle fait ses débuts dans l'équipe nationale japonaise contre l'Australie. Elle participe à la Coupe du monde 1991 et 1995. Elle compte 64 sélections et 48 buts en équipe nationale du Japon de 1984 à 1996.

## Statistiques
Le tableau ci-dessous présente les statistiques de Kaori Nagamine en équipe nationale
| Équipe du Japon | Équipe du Japon | Équipe du Japon |
| Année           | Matchs          | Buts            |
| --------------- | --------------- | --------------- |
| 1984            | 1               | 0               |
| 1985            | 0               | 0               |
| 1986            | 13              | 12              |
| 1987            | 4               | 1               |
| 1988            | 3               | 1               |
| 1989            | 10              | 13              |
| 1990            | 6               | 7               |
| 1991            | 12              | 5               |
| 1992            | 0               | 0               |
| 1993            | 4               | 5               |
| 1994            | 5               | 2               |
| 1995            | 5               | 2               |
| 1996            | 1               | 0               |
| Total           | 64              | 48              |

## Palmarès
- Finaliste de la Coupe d'Asie 1986, 1991, 1995
- Troisième de la Coupe d'Asie 1989, 1993